# Distretto di Bang Krathum
Il distretto di Bang Krathum (in thailandese: บางกระทุ่ม) è un distretto (amphoe) della Thailandia, situato nella provincia di Phitsanulok.